# 中寺村
中寺村（なかでらむら）は、兵庫県神崎郡にあった村。現在の姫路市香寺町の北半にあたる。

## 地理
- 河川 ： 市川、恒屋川

## 歴史
- 1889年（明治22年）4月1日 - 町村制の施行により、神西郡恒屋村・中村・久畑村・土師村・岩部村・溝口村・中寺村・野田村の区域をもって発足。
- 1896年（明治29年）4月1日 - 所属郡が神崎郡に変更。
- 1954年（昭和29年）3月31日 - 香呂村と合併して香寺町が発足。同日中寺村廃止。

## 交通

### 鉄道路線
- 日本国有鉄道
  - 播但線
    - 溝口駅